# لیگ ۱ (ساحل عاج)
لیگ ۱ (انگلیسی: Ligue 1) یا مسابقات قهرمانی فوتبال ساحل عاج (فرانسوی: Championnat de Côte d'Ivoire de football‎) بالاترین سطح مسابقات فوتبال در کشور ساحل عاج است که توسط فدراسیون فوتبال ساحل عاج از سال ۱۹۶۰ برگزار میشود.
باشگاه فوتبال آسک میموساس با ۲۹ قهرمانی پرافتخارترین تیم این مسابقات محسوب میشود.